# دوغ كينا
دوغ كينا (بالإنجليزية: Doug Kenna)‏ هو لاعب كرة قدم أمريكية أمريكي، ولد في 11 يونيو 1924 في جاكسون في الولايات المتحدة، وتوفي في 28 يناير 2013 في نورث بالم بيتش في الولايات المتحدة.